# Les Authieux
Les Authieux är en kommun i departementet Eure i regionen Normandie i norra Frankrike. Kommunen ligger i kantonen Saint-André-de-l'Eure som tillhör arrondissementet Évreux. År 2022 hade Les Authieux 292 invånare.

## Befolkningsutveckling
Antalet invånare i kommunen Les Authieux
Referens:INSEE